# Liste des districts dans le borough londonien de Brent
Ceci est une liste des districts du Borough londonien de Brent.
Les zones de code postal de Brent sont HA, NW et W.

## District

Brent dans le Grand Londres

| District         | Ville postale                      | Zone du code postal | Notes                               |
| ---------------- | ---------------------------------- | ------------------- | ----------------------------------- |
| Alperton         | WEMBLEY                            | HA                  |                                     |
| Brent Park       | LONDRES                            | NW                  |                                     |
| Brondesbury      | LONDRES                            | NW                  |                                     |
| Brondesbury Park | LONDRES                            | NW                  |                                     |
| Church End       | LONDRES                            | NW                  | Aussi appelé Church Road            |
| Cricklewood      | LONDRES                            | NW                  | Aussi en partie à Barnet and Camden |
| Dollis Hill      | LONDRES                            | NW                  |                                     |
| Harlesden        | LONDRES                            | NW                  |                                     |
| Kensal Green     | LONDRES                            | NW                  |                                     |
| Kenton           | HARROW                             | HA                  | Aussi en partie à Harrow            |
| Kilburn          | LONDRES                            | NW                  | Aussi en partie à Camden            |
| Kingsbury        | LONDRES                            | NW                  |                                     |
| Neasden          | LONDRES                            | NW                  |                                     |
| North Wembley    | WEMBLEY                            | HA                  |                                     |
| Park Royal       | LONDRES                            | NW                  | Aussi en partie à Ealing            |
| Preston          | WEMBLEY, HARROW                    | HA                  | Aussi appelé Preston Road           |
| Queen's Park     | LONDON                             | NW, W               | Aussi en partie à Westminster       |
| Queensbury       | LONDRES, HARROW, STANMORE, EDGWARE | NW, HA              | Aussi en partie à Harrow            |
| Stonebridge      | LONDRES                            | NW                  |                                     |
| Sudbury          | WEMBLEY, HARROW                    | HA                  | Aussi en partie à Harrow            |
| Tokyngton        | WEMBLEY                            | HA                  |                                     |
| Wembley          | WEMBLEY                            | HA                  |                                     |
| Wembley Park     | WEMBLEY                            | HA                  |                                     |
| Willesden        | LONDRES                            | NW                  |                                     |
| Willesden Green  | LONDRES                            | NW                  |                                     |

## Wards électorales
Brent est divisé en 21 Wards électoraux, dont certains portent le même nom:: Alperton, Barnhill, Brondesbury Park, Dollis Hill, Dudden Hill, Fryent, Harlesden, Kensal Green, Kenton, Kilburn, Mapesbury, Northwick Park, Preston, Queen's Park, Queensbury, Stonebridge, Sudbury, Tokyngton, Welsh Harp, Wembley Central, Willesden Green.

## Référence
- (en) Cet article est partiellement ou en totalité issu de l’article de Wikipédia en anglais intitulé « List of districts in the London Borough of Brent » (voir la liste des auteurs).